# Dawid (biskup koptyjski)
Dawid (ur. 7 sierpnia 1967 w Kairze) – duchowny Koptyjskiego Kościoła Ortodoksyjnego, od 2013 biskup Nowego Jorku.

## Życiorys
22 stycznia 1995 przyjął stan mniszy. Święcenia kapłańskie przyjął 21 października 1995. Sakrę biskupią otrzymał 14 listopada 1999 jako egzarcha Ameryki Północnej. 16 listopada 2013 został mianowany biskupem nowo utworzonej diecezji Nowego Jorku.